# Občanská válka v severním Jemenu
Občanská válka v severním Jemenu byl ozbrojený konflikt na severu Jemenu, který trval přes osm let, v období 1962–1970, a vyžádal si 100–200 tisíc mrtvých. Probíhal mezi roajalistickými partyzány podporujícími staré Jemenské království a republikánskými revolucionáři, kteří podporovali nově vzniklou Jemenskou arabskou republiku. Konflikt skončil vítězstvím republikánských sil.
Na straně království, Jordánsko, Saúdská Arábie a Izrael poskytly vojenskou pomoc a Británie poskytla skrytou podporu, zatímco republikáni byli podporováni Egyptem (tehdy formálně známým jako Sjednocená arabská republika) a  SSSR zase posktl vojenské letouny. Byly zapojeny jak zahraniční nepravidelné, tak konvenční síly. Egyptský prezident Gamál Násir podpořil republikány až 70 000 egyptskými vojáky a zbraněmi. Navzdory několika vojenským akcím a mírovým konferencím se válka v polovině 60. let propadla do patové situace.

## Průběh

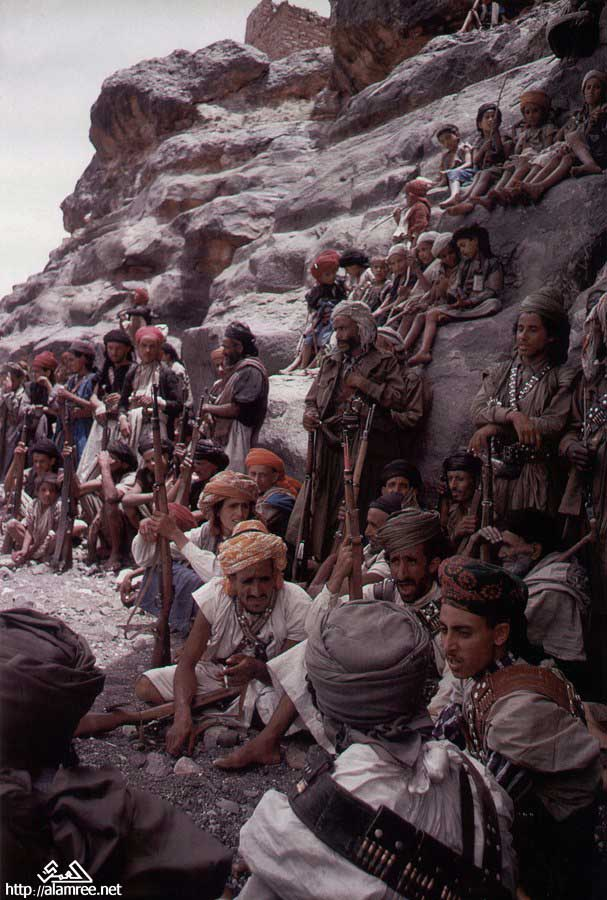
Badrovi roajalisté roku 1962

Válka začala převratem uskutečněným v roce 1962 republikánskou armádou vedenou Abdulláhem al-Sallalem, který sesadil nově korunovaného imáma Muhammada al-Badra, vyhlásil nový stát a sebe prohlásil za jeho prezidenta. Imám utekl do Saúdské Arábie, kde shromáždil své podporovatele, především z řad uprchlíků ze šíitských kmenů na severu Jemenu. Jeho pokus znovu získat moc vedl k občanské válce.
Badrovu roajalistickou stranu podporovalo Jordánsko, Saúdská Arábie a Izrael, skrytou pomoc poskytla i Británie. Republikáni byli podporováni Egyptem a Sovětským svazem. Do bojů zasáhli zahraniční vojáci, jak nepravidelné, tak konvenční vojenské síly. Egyptský prezident Gamál Násir vyslal do bojů až 70 000 egyptských vojáků. Přesto válka v polovině 60. let na dlouho uvízla v patové situaci, ze které ji nedokázalo dostat ani několik mírových konferencí. Vojenští odborníci soudí, že Násirovo angažmá v jemenském konfliktu Egypt značně oslabilo v šestidenní válce s Izraelem v červnu 1967, ve které Izrael snadno triumfoval. Po šestidenní válce začal Násir své síly z Jemenu postupně stahovat, což ale jen urychlilo korozi jeho moci a pád idejí arabského nacionalismu. Egyptští vojenští historici někdy označují válku v Jemenu za "egyptský Vietnam".
5. listopadu 1967 byl překvapivě odstraněn Sallal z vedení státu a republikánských sil skupinou vzbouřenců. Do čela nové republikové vlády se dostala skupina v čele s Abdulem Rahmanem al-Erjáním, avšak všichni příslušníci této vzbouřenecké skupiny brzy buď rezignovali na své funkce, nebo uprchli ze země. Zmatené hlavní město Saná zůstalo pod kontrolou poměrně neznámého premiéra Hassana Amriho. Ze severu se k němu blížila roajalistická vojska a zdálo se, že se blíží velký obrat. Obléhání Saná v roce 1967 však nebylo úspěšné a republikánský premiér udržel nad městem kontrolu.
Střety pokračovaly souběžně s mírovými rozhovory až do roku 1970, kdy nabylo účinnosti příměří. Saúdská Arábie mezitím změnila strategii a rozhodla se získat vliv v nové republice jinak než podporou severních konzervativců. Uznala v roce 1970 novou republiku, takzvaný Jižní Jemen, a začala poskytovat velkorysé dary. Sovětský svaz však byl silnějším hráčem a zhruba v roce 1971 už byla jasné, že Jižní Jemen patří do sovětské sféry vlivu. Vedle toho existoval jako samostatný stát též Severní Jemen, kde si Saúdové udrželi jistý vliv, ale ne dlouho. Na začátku 70. let i zde převzaly vládu spíše levicové síly, které zahájily proces sbližování s Jižním Jemenem, který byl završen vyhlášením společné deklarace o budoucím sjednocení. Cestu ke sjednocení přerušily ovšem dva válečné konflikty, v roce 1972 a v roce 1979, které se však nerozhořely naplno. K dalšímu sblížení obou států došlo v roce 1988, kdy se Jižní Jemen dostal vlivem rozpadu komunistického bloku do těžké hospodářské situace. V listopadu 1989 byla podepsána deklarace o sjednocení, v souladu s kterou dne 22. května 1990 oba státy vytvořily jednotný stát, Jemenskou republiku. Levicové síly na jihu v roce 1994 vyvolaly další občanskou válku, tentokrát však byly severními silami poraženy, a země se dostala do saúdskoarabského geopolitického vlivu. Klid však nenastal, sílící zájem Íránu, podporujícím zejména šíitské Hútie, vedl k dalším konfliktům a od roku 2015 probíhá v Jemenu další občanská válka. Ta si vyžádala již více než 100 000 mrtvých a dalších zhruba 100 000 mrtvých hladem. Konflikt přesto nevyvolává velký zájem světové veřejnosti, zastíněn zejména občanskou válkou v Sýrii.